# Kordovina
Kordovina (cyr. Кордовина) – wieś w Czarnogórze, w gminie Pljevlja. W 2011 roku liczyła 43 mieszkańców.